# ویلاس (فلوریدا)
ویلاس (به انگلیسی: Villas) یک منطقهٔ مسکونی در ایالات متحده آمریکا است که در شهرستان لی، فلوریدا واقع شده‌است. ویلاس ۱۲٫۴ کیلومتر مربع مساحت و ۱۱٬۵۶۹ نفر جمعیت دارد و ۳ متر بالاتر از سطح دریا واقع شده‌است.